# O taxonu chybí údaje
O taxonu chybí údaje (ve zkratce DD, z anglického Data Deficient) je stupeň ohrožení podle červeného seznamu IUCN. Taxon je takto označen, pokud není k dispozici dostatek informací k zařazení do jedné z kategorií, nebo chybí znalost o velikosti populace či hrozeb.

## Příklady
- Pseudocerastes urarachnoides
- Arapaima velká
- Palolo zelený
- Žralok Cookeův
- Žralok trnitý